# Eduard Tuchbatullin
Eduard Tuchbatullin (russisch Эдуард Тухбатуллин, engl. Transkription Eduard Tukhbatullin; * 13. Oktober 1971) ist ein russischer Marathonläufer.
1993 gewann er den Siberian International Marathon und kam beim im Rahmen des San-Sebastián-Marathons ausgetragenen IAAF-Weltcup-Marathon auf den 23. Platz. 1994 siegte er beim Hamburg-Marathon und wurde Dritter beim Lissabon-Marathon. Im Jahr darauf wurde er Dritter in Hamburg und belegte bei den Weltmeisterschaften in Göteborg den 44. Platz.
1997 wurde er mit seiner persönlichen Bestzeit von 2:12:07 h erneut Dritter in Hamburg und kam bei den Weltmeisterschaften in Athen auf den neunten Rang.
2005 wurde er Sechster beim Ruhrmarathon.